# تربتاكا كوريانا
تريبيتاكا كوريانا (بالإنجليزية: Tripitaka Koreana)‏ هي مجموعة من النقوش البوذية المقدسة، نُقشت على 81258 لوح من ألواح الخشبية في القرن الثالث عشر. ويوجد في النقوش ما مجموعه 52,330,152 حرف التي تم تنظيمها في أكثر من 1496 عنوانًا و6568 مجلدًا. ويبلغ ارتفاع كل كتلة خشبية 24 سم وطولها 70 سم. ويتراوح سمك الكتل من 2.6 إلى 4 سنتيمترات ويزن كل منها حوالي ثلاثة إلى أربعة كيلوغرامات. القوالب الخشبية في حالة نقية دون تشويه أو تشوه على الرغم من كونها قد تم إنشاؤها منذ أكثر من 750 عامًا.  ويتم تخزينها في هاينسا [الإنجليزية]، وهو معبد بوذي في مقاطعة غيونغسانغ الجنوبية، في كوريا الجنوبية.
تم تصنيف تربتاكا كوريانا كنزًا وطنيًا لكوريا الجنوبية في عام 1962، وتم إدراجها في سجل ذاكرة العالم لليونسكو في عام 2007.

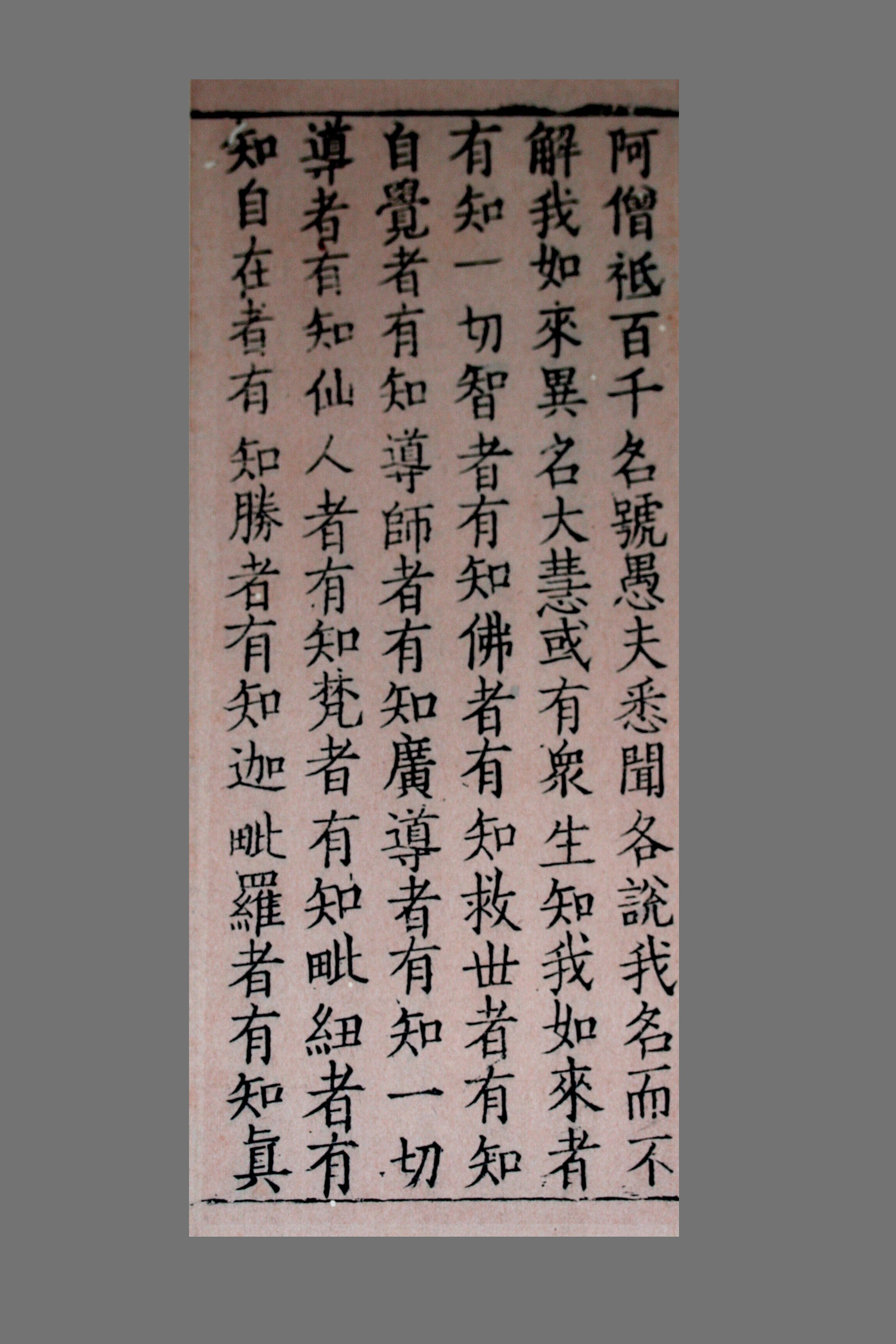
صورة الصفحة 1371

## التاريخ
بدأ العمل على تريبيتشاكا كوريانا في عام 1011 أثناء حرب غوريو – خيتان واكتمل في عام 1087. استندت النسخة الأولى من تريبيتاكا كوريانا في المقام الأول على سونغ تريبشاكا الشمالية الذي اكتمل في القرن العاشر، ولكن تم أيضًا الرجوع إلى الكتب المقدسة الأخرى المنشورة حتى ذلك الحين، مثل خيتان تريبيتاكا. واحتوت النسخة الأولى من تريبيتاكا كوريانا على حوالي 6000 مجلد.
وبعد تدمير المجموعة الأصلية من القطع الخشبية خلال غزو المغول لكوريا عام 1232، أمر الملك غوجانغ [الإنجليزية] بإعادة إنشاء تربتاكا؛ فبدأ العمل عليها في عام 1237 واكتملت بعد 12 عامًا، وفي عام 1398، تم نقله إلى هاينسا.